# US Steel Canada

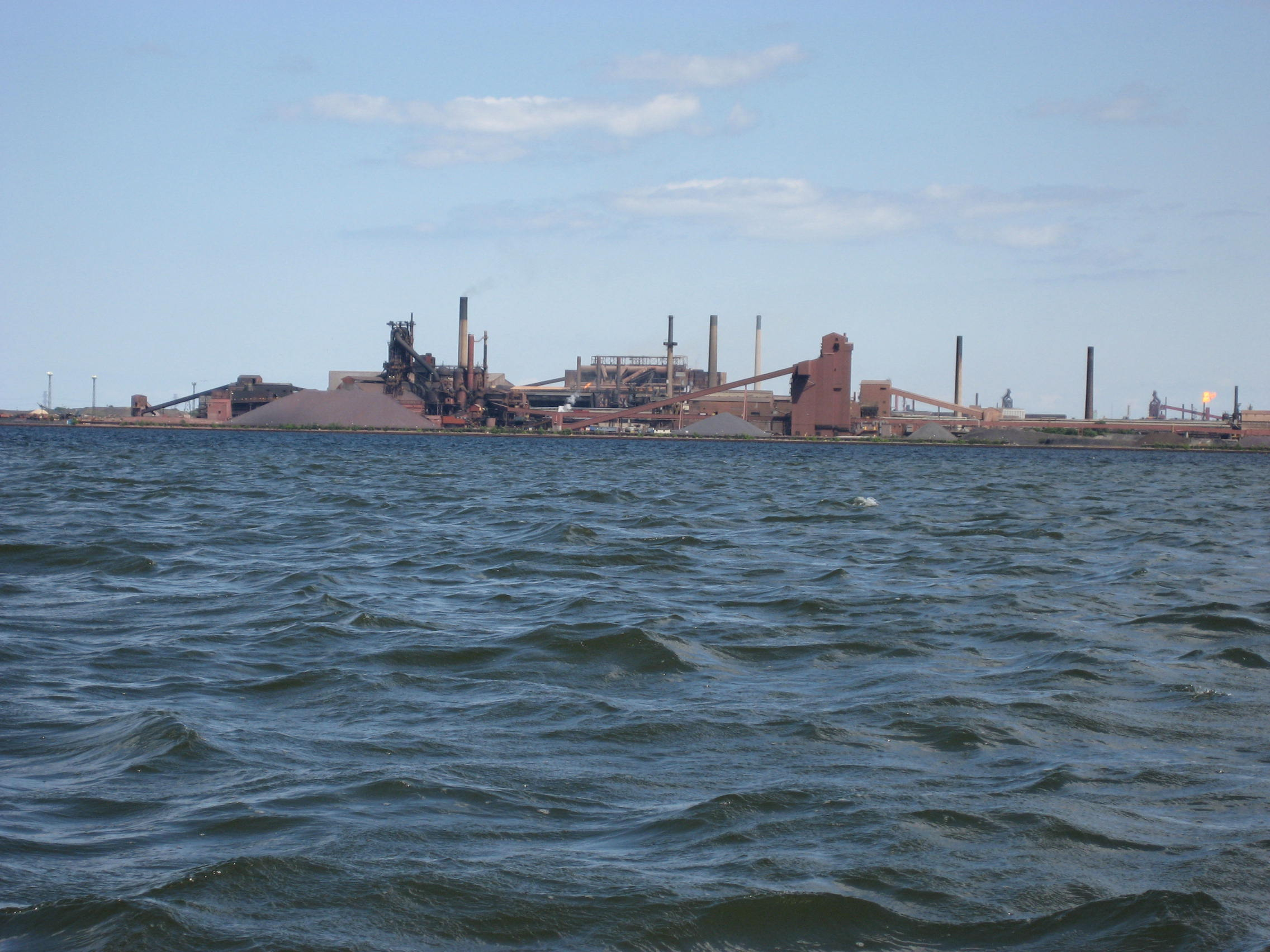
Stelco-Stahlwerk Hamilton vom Ontariosee aus

Stelco (von Steel Company of Canada) ist ein kanadischer Stahlhersteller. Nach seiner ersten Insolvenz 2007 bis 2016 gehört er zu US Steel und firmierte als US Steel Canada. Heute sind allerdings nur noch das Kaltwalzwerk und die Kokerei im Betrieb. Die Firma Max Aicher North America betreibt außerdem zwei Stabstahl-Walzwerke auf dem Gelände der Hilton Works. 2016 wurde US Steel Canada an Bedrock Industries verkauft und firmiert seitdem wieder unter dem Namen Stelco.
Zu Stelco gehörten früher vier Stahlwerke:
- Hilton Works in Hamilton, Ontario
- Lake Erie Steel Company in Nanticoke, Ontario
- Stelco-McMaster Ltée in Contrecœur, Quebec
- AltaSteel Ltd. in Edmonton, Alberta

## Geschichte
Die Stelco wurde 1910 durch den Zusammenschluss der Hamilton Steel and Iron Company (HSIC) und der Montreal Rolling Mills (MRM) gegründet. Bis zum Jahr 1932 erreichte Stelco einen Marktanteil von 45 % in Kanada.
Von 1974 bis 1980 wurde das Lake-Erie-Stahlwerk errichtet. Die Beschäftigtenzahl stieg in den 1970ern auf bis zu 25.000 an.
In den 1980er Jahren geriet das Unternehmen aufgrund von niedrigen Stahlpreisen und verschärften Umweltauflagen in wirtschaftliche Probleme.
2005 wurde das Drahtgeschäft inklusive des Standorts Contrecœur (Norambar) an Mittal Steel verkauft.
Im Jahr 2007 wurde Stelco für 1,1 Mrd. US-Dollar plus Schulden von US Steel übernommen.
2014 ging US Steel Canada in die Insolvenz und beantragte Gläubigerschutz.